# V556 Андромеды
V556 Андромеды (лат. V556 Andromedae) — двойная затменная переменная звезда типа W Большой Медведицы (EW) в созвездии Андромеды на расстоянии (вычисленном из значения параллакса) приблизительно 7658 световых лет (около 2348 парсеков) от Солнца. Видимая звёздная величина звезды — от +14,8m до +14,55m. Орбитальный период — около 0,4314 суток (10,354 часов).

## Характеристики
Первый компонент — жёлто-белая звезда спектрального класса F. Радиус — около 1,76 солнечного, светимость — около 6,393 солнечных. Эффективная температура — около 6920 K.
Второй компонент — жёлто-белая звезда спектрального класса F.